# Os de Balaguer
Os de Balaguer è un comune spagnolo di 804 abitanti situato nella comunità autonoma della Catalogna, nella provincia di Lleida. La città diede i natali a Gaspar de Portolá esploratore spagnolo che ebbe un ruolo fondamentale nella colonizzazione spagnola della California.